# Rachel Squire
Rachel Squire (* 13. Juli 1954 in London; † 5. Januar 2006 in Saline) war eine britische Politikerin der Labour Party.

## Leben
Squire besuchte die Godolphin and Latymer School und nahm dann ein Studium der Archäologie und Anthropologie an der Universität Durham auf. Zwischen 1975 und 1978 war Squire als Sozialarbeiterin in Birmingham tätig. Nebenbei verfolgte sie ihr Studium. 1981 nahm sie eine Vollzeittätigkeit bei der Gewerkschaft NUPE in Liverpool auf. Nach einem Jahr wurde sie an einen Gewerkschaftsstandort in Ayrshire versetzt, bevor sie 1983 nach Renfrewshire wechselte. Ab 1985 war Squire dann als NUPE-Offizielle für Bildung in Schottland tätig.
1993 wurde Squire ein Hirntumor operativ entfernt. Später tat sie sich als Patronin einer gemeinnützigen Organisation für Hirntumorpatienten hervor. 2004 wurde ihr ein weiterer Hirntumor entfernt. Obschon die Operation als erfolgreich eingestuft wurde, erlitt Squire 2005 einen Schlaganfall infolge von Hirnblutungen. Sie erlag ihrem Leiden am 5. Januar 2006.

## Politischer Werdegang
Erstmals trat Squire für die Labour Party bei den Unterhauswahlen 1992 im Wahlkreis Dunfermline West an. Sie erreichte einen Stimmenanteil von 42,0 % und gewann damit das Mandat. Bei den folgenden Unterhauswahlen 1997 und 2001 verteidigte sie ihr Mandat. Im Parlament fungierte sie zwischen 1997 und 2001 als Parliamentary Private Secretary unter Stephen Byers beziehungsweise Estelle Morris.
Im Zuge der Wahlkreisrevision 2005 wurde Squires Wahlkreis Dunfermline West aufgelöst. Zu den Unterhauswahlen 2005 bewarb sie sich daher um das Mandat des neugeschaffenen Wahlkreises Dunfermline and West Fife, in dem weite Teile ihres ehemaligen Wahlkreises aufgegangen waren. Sie erhielt abermals die Stimmmehrheit und behielt damit einen Sitz im House of Commons. Wenige Monate nach der Wahl verstarb Squire, weshalb in ihrem Wahlkreis Nachwahlen erforderlich wurden. Zu diesen stellte die Labour Party Catherine Stihler auf, die sich am Wahltag jedoch nicht gegen den Liberaldemokraten Willie Rennie durchsetzen konnte.